# Liu Bolin
Liu Bolin (en chino simplificado, 刘勃麟; en chino tradicional, 劉勃麟; pinyin, Liúbólín) (n. Shandong, 7 de enero de 1973) es un artista, escultor y fotógrafo chino. Obtuvo la Licenciatura en Bellas Artes en la Escuela de Artes de la Universidad de Shandong, y la Maestría en Bellas Artes, en la Academia Central de Bellas Artes de Pekín en 2001. Se le conoce también como "el hombre invisible", por su serie fotográfica "Escondido en la ciudad", en que se mimetiza con escenarios urbanos, como una forma de rebelión ante el sistema. Ha realizado también numerosas exposiciones en diversos países.
Liu pertenece a la generación que alcanzó la mayoría de edad a principios de los 90, cuando China se recuperaba de la Revolución Cultural y empezaba a disfrutar de un veloz crecimiento económico y un escenario político relativamente estable.
Desde sus primeros espectáculos individuales en 1998, el trabajo de Liu ha recibido reconocimiento internacional. Sus fotografías y esculturas han sido expuestas en el festival de fotografía Les Rencontres d'Arles, en la zona artística de Dashanzi en Pekín (2007), en las galerías Bertin-Toublanc en París (2007), Klein Sun Gallery en Nueva York (2008), Galerie Paris-Beijing en París y Bruselas (2013), Boxart  en Verona (2008), y en la Fundación Forma para la Fotografía en Milán (2010), entre otras.
En el año 2009 realizó la escultura "Burning Man Obama" en honor a Barack Obama, para celebrar la visita del presidente de los EE. UU. a China.
En el 2013, Liu diseñó el arte visual para el álbum What About Now de Bon Jovi.

## Series

### China Report 2007
Como respuesta al constante cambio experimentado por la sociedad china, Liu capturó la visión de identidad china moderna representada por los medios. Seleccionó fotografías de periódicos oficiales que reportaban calamidades, construcciones y demoliciones, transición e inestabilidad social. No buscó transmitir su propia interpretación de los cambios que tenían lugar en China, sino capturar la presentación de éstos por los medios oficiales al público chino. Se concentró en las aparentes contradicciones entre el énfasis positivo que los medios hacían de la fuerza militar del país y la capacidad de su gobierno, y la cobertura reducida que estos medios hacían de los desastres naturales y los crecientes problemas sociales.

Al pintar estas fotografías de los medios, Liu va más allá de la simple documentación histórica y explora las capas del conocimiento adquirido dentro de esas imágenes. Examina los modos en que el evento real ilustrado puede servir a nuevos propósitos, ya sea a favor de la voz oficial o de la interpretación individual de quienes buscan una identidad constante en una sociedad de transición.

### Escondido en la Ciudad
En noviembre de 2005 las autoridades chinas demolieron el pueblo artístico de Suo Jia Cun, que era considerado la mayor congregación de artistas de Asia. El estudio de Liu, como los de muchos otros artistas, fue destruido. Incitado por sus sentimientos, Liu decidió usar el arte como medio de protesta silenciosa, llamando la atención sobre la falta de protección del gobierno chino hacia sus propios artistas. Usando su propio cuerpo para pintarse sobre el paisaje de varios lugares de Pekín, Liu proporcionó un espacio para el artista chino, preservando su estatus social y resaltando su problemática relación con el entorno físico.

Después de graduarme de la maestría... me sentía como un extra innecesario en el mundo. En ese momento comenzaron a demoler la zona donde estaba mi estudio y quería expresarme con la única forma que lo sabía hacer: con el arte. Mi primera obra fue una protesta...

En junio de 2011 Liu creó la serie "Escondido en Nueva York", en la cual incorporó íconos culturales de Nueva York.

## Exposiciones individuales realizadas
2011 Eli Klein Bellas Arte, Nueva York, NY

2010 "Escondidos en Italia," Forma Centro Internazionale di Fotografia, Milano, Italia

2010 "Escondidos en la ciudad", Museo de Bellas Artes, Caracas, Venezuela

2010 Museo Internacional de Arte de sol, Songzhuang, Pekín, China

2010 "On Fire", Eli Klein Fine Art, Nueva York, NY

2010 Galerie du monde, Hong Kong, China

2010 Galería joven, Bruselas, Bélgica

2010 "Escondidos en Italia," Galería boxart, Verona, Italia

2009 "Escondidos en la ciudad", Galería Tagomago, Barcelona, España

2009 "Obtención de Acostumbrados a ser impermanentes", Galería Vanguardia, Shanghái, China

2009 "Escondidos en la ciudad", Galería Yu, París, Francia

2008 "Hide and Seek", Galería boxart, Verona, Italia

2008 Galería de Bertin-Toublanc, París, Francia

2008 Espacio Hotsun Arte, Pekín, China

2008 Dong Lang Gallery, Shanghái, China

2008 Centro de Puente de Arte de Pekín, China

2008 Galería Mediterrance, Palermo, Italia

2008 Galería de Ifá, Shanghái, China

2008 "Liu Bolin Live", Galerie Adler, París, Francia

2008 "China Informe 2007," Eli Klein Bellas Arte, Nueva York, NY

2007 "Escultura", Zona de Arte Dashanzi, Pekín, China

2007 Galería de Bertin-Toublanc, Miami, FL

2007 "Distorsión", Zona de Arte Dashanzi, Pekín, China

2007 Bertin-Toublanc Galerie, París, Francia

2006 Bertin-Toublanc Galerie, París, Francia

2001 "La escultura de Liu Bolin," Galería Pasaje, Pekín, China

1998 "Liu Bolin de Obras," Ming Galería Ren, Jinan, China

1998 Haiyang Obras Exposiciones, Yantai, China